# Miek van Geenhuizen
Marianne Antoinette ("Miek") van Geenhuizen (Eindhoven, 17 december 1981) is een Nederlands hockeyspeelster en voormalig international die 164 interlands (20 doelpunten) gespeeld heeft voor de Nederlandse dameshockeyploeg.
Van Geenhuizen speelt zoals ze leeft intuïtief, en staat bekend als dribbelaar. "De bal aan een touwtje" is haar handelsmerk. Haar bedoelde plaats is links op het middenveld. Internationaal won ze zilver bij de Olympische Zomerspelen 2004 van Athene en het Europees kampioenschap 2007 te Manchester, voorts goud op het Wereldkampioenschap hockey vrouwen (2006) in Madrid. Goud was er verder op de Champions Trophy vrouwen 2000 te Amstelveen, Champions Trophy vrouwen 2004 te Rosario (Arg) en Champions Trophy vrouwen 2005 te Canberra (Aus). De gouden medaille die ze behaalde op de Olympische Spelen van 2008 te Peking (Chn) is een kroon op haar carrière.
Van Geenhuizen debuteerde in de Hoofdklasse op 14-jarige leeftijd bij Oranje Zwart en ging van daaruit naar Hockeyclub 's-Hertogenbosch. Ze veroverde vijfmaal de landstitel bij die club in de periode 1998-2002. In 2002 bedankte ze voor de Bossche dames en zou Van Geenhuizen de overstap maken naar HC Rotterdam. Die overstap ging uiteindelijk niet door en ze koos voor Laren. Na twee seizoenen voor de ploeg uit Het Gooi stapte ze in 2004 over naar Amsterdam H&BC. Met de Amsterdamse ploeg werd Van Geenhuizen nog eenmaal landskampioen in 2009. Vlak daarna ging ze terug naar Laren, om weer daarna in 2010/11 voor HDM een seizoen te spelen. Ze ging na dit korte uitstapje weer terug naar Laren. In 2012 won ze de EuroHockey Club Champions Cup door in de finale haar oude club Den Bosch te verslaan. Een jaar later staan beide ploegen weer tegenover elkaar in dezelfde finale en speelt Van Geenhuizen haar laatste wedstrijd op het hoogste niveau. Na zeventien seizoenen in de Hoofdklasse vindt de voormalig international het wel genoeg. Van Geenhuizen bouwt haar carrière vanaf de zomer van 2013 af bij de vrouwen van HC Rotterdam in de Overgangsklasse. Van Geenhuizen speelt nu bij de Doornse Hockey Club.

## Erelijst

### Oranje
- Olympische Spelen
  - 2004 
  - 2008
- Wereldkampioenschap
  - 2002 
  - 2006
- Europees kampioenschap
  - 2003 
  - 2007
- Champions Trophy
  - 2004 
  - 2005

### Club
- Landskampioen
  - Met Den Bosch: 1998, 1999, 2000, 2001, 2002
  - Met Amsterdam: 2009
- Europacup I
  - Met Den Bosch: 2000, 2001, 2002
  - Met Laren: 2012 (ECCC)
- Europacup II
  - Met Amsterdam: 2005, 2006, 2009

Minke Booij · 
Ageeth Boomgaardt · 
Chantal de Bruijn · 
Mijntje Donners · 
Miek van Geenhuizen · 
Sylvia Karres · 
Lieve van Kessel · 
Fatima Moreira de Melo · 
Eefke Mulder · 
Lisanne de Roever · 
Maartje Scheepstra · 
Janneke Schopman · 
Clarinda Sinnige · 
Minke Smabers · 
Jiske Snoeks · 
Macha van der Vaart ·
Coach: Marc Lammers
Marilyn Agliotti · 
Naomi van As · 
Minke Booij · 
Wieke Dijkstra · 
Miek van Geenhuizen · 
Maartje Goderie · 
Eva de Goede · 
Ellen Hoog · 
Fatima Moreira de Melo · 
Eefke Mulder · 
Maartje Paumen · 
Sophie Polkamp · 
Lisanne de Roever · 
Janneke Schopman · 
Minke Smabers · 
Lidewij Welten ·
Coach: Marc Lammers